# Arthrostylidium obtusatum
Arthrostylidium obtusatum är en gräsart som beskrevs av Pilg.. Arthrostylidium obtusatum ingår i släktet Arthrostylidium och familjen gräs. Inga underarter finns listade i Catalogue of Life.